# 1797 en Grèce ottomane
Chronologie de la Grèce ottomane
- 1793
- 1794
- 1795
- 1796
- 1797
- 1798
- 1799
- 1800
- 1801

Cette page concerne les évènements survenus en 1797 en Grèce ottomane  :

## Événement
- 18 octobre : Signature du traité de Campo-Formio.

## Création
- Les départements français de Grèce, sont créés, conséquence de la signature du traité de Campo-Formio : il s'agit de  Corcyre, Ithaque et du département de la Mer-Égée.

## Naissance
- Theódoros Grívas (el), combattant pour l'indépendance.
- Michalis Korakas, combattant de la révolte crétoise.
- Konstantínos Kriáris (el), combattant pour l'indépendance.
- Terésa Makrí (el), beauté grecque surnommée la fille d'Athènes.
- Yánnis Makriyánnis, héros de l'indépendance.